# 御先祖賛江
『御先祖賛江』（ごせんぞさんえ）は、AIC（現在の著作権保有はAICライツ）とハピネットによる日本のアダルトアニメ作品。

## 概要
梶島正樹が『Space Ofera アッガ・ルター』と同時進行で初めて手掛けた18禁アニメ。天地無用!シリーズと世界観やキャラクターデザインが通ずるものがあり、特殊能力を持ち合わせた一族の末裔である男子高校生が主人公であることから、熱心なファンからは「裏天地」と称される。
1998年9月から1999年3月までにグリーンバニーよりVHS・LD・DVDビデオが全4巻発売された。続編の『続・御先祖賛江』（ぞく・ごせんぞさんえ）は一部スタッフを変更のうえ2000年10月から2001年4月にかけてVHSとDVDで全4巻発売されている。
2000年にはカラフルBee（ビブロス）にて、西木史郎によるコミカライズ版の『神明 御先祖賛江』（しんめょう ごせんぞさんえ）が連載され、2005年に単行本化された。
第1作目は『Space Ofera アッガ・ルター』とは異なり、本番行為の具体的な描写が無く、源の男性器のシルエットと射精による黄金の精液「アクア・ペルマネンス」が描かれるだけの控え目な演出であった。2作目では男女ともに具体的な性器描写がなされモザイク処理が被せられている。
2009年には梶島アダルトアニメ3作目にあたる『貴方だけこんばんわ』が発売開始。
2021年5月に「続・御先祖賛江」製作20周年記念として、「御先祖賛江」と合わせた合計8話をリマスター化のうえBDMVに収録した「御先祖賛江＆続・御先祖賛江Blu-ray Archive BOX 20th SPECIAL EDITION」がホビボックス(EXNOA)の新レーベルショーテンVintage第一弾として発売されることが同年3月に明らかとなった。

## あらすじ
御先祖賛江
平賀源は母・平賀桜子を亡くした後、曾曾祖母の平賀桜の元に身を寄せることになり、彼女が理事長を務める平賀学園に通い始める。新生活で源はメイドのベアトリス・ランバート、大学生のジェニファー・コリンズ、クラスメートの伊藤鮎美とその母親で養護教諭の伊藤光子、亡き母と夢に出てくる女性と瓜二つな六平桜子と出会う。そして、源は自らの血脈を知っていく。
続・御先祖賛江
アメリカでの遺伝子治療を終えた平賀源は日本に帰国し、平賀学園に復学する。復学1日目、源は先にクラスに転校していた白倉由乃とも顔を合わせる。平穏な日々を過ごせるかと思いきや学園内でヴァンパイアによる吸血事件が発生。源の数奇な運命が再び動き始めた。

## 登場人物
平賀源（ひらが げん）
主人公の高校生。17歳。
母・平賀桜子を亡くした後、曾曾祖母の平賀桜の下に身を寄せるようになり、桜が理事長を務める平賀学園に通い出す。桜の家には5歳の頃に行ったことがあり、その際に出会った桜の木の下の女性の夢をよく見るようになり、その女性と瓜二つの六平桜子が気になっていく。
黄金の精液・アクア・ペルマネンスの持ち主であり、自身の身体が普通ではないことに戸惑っていたがジェニファーに性的誘惑をされたことが元で瞳が金色に変化。その状態では欲情に駆られて女性を貪るようになってしまう。第3話までは女性から性的な誘惑をされることで右目だけが金色化し、性行為で射精するか強いショックを受けることで元に戻ったが第4話では両目とも金色と化し、性欲は満たされなくなり、急激に寿命が縮んでいくようになってしまう。
両目が金色化した際に桜子と性行為を行ったことで瞳が元に戻り、桜子が自身の曾曾祖母であることを知らされる。そして、遺伝子治療のためにアメリカに旅立つ。
続編では容態が安定したことから日本に帰国し、平賀学園に復学。女性陣と積極的に性交渉をするようになるがヴァンパイア・リズの行いで平賀の血が再発してしまう。以前と異なり、両目とも金色化しても性欲を満たせば元に戻るが寿命が縮むことに変わりはない。リズに吸血されたことが元で不老不死化が始まり、桜子は薬で生死問わず、源を不老不死の呪縛から解放しようとするが源は桜子と共に生きたい一心から不老不死を受け入れ、表向きは病死とした。
漫画版では不老不死化した影響で1年経っても眠り続けている。
六平桜子（ろくひら さくらこ）
平賀学園の化学教師。
源の担任教師にして、彼の夢の中に出てくる桜の木の女性と瓜二つ。男子生徒からの人気が高い。
第4話で源が両目とも金色の瞳と化した際、自らの身体を源に差し出しての性行為の末に源を正気に戻した後、源の曾曾祖母の桜の正体であることを明かす。亡き伴侶と瓜二つの源を異性として愛するが限りある命を生きてほしい一心から源を遺伝子治療に送り出す。
続編では「平賀学園理事長こと平賀桜の親族で桜が留守の間は平賀家の屋敷を預かっている」ことにしていることが明かされた。
ベアトリス･ランバート
平賀家の唯一のメイドで愛称はベス。
従順だが、どこか浮世離れした雰囲気を持っている。
その正体はトランシルバニア出身のヴァンパイアで実年齢は416歳。吸血以外にもサイコキネシスや通り抜けなど様々な超能力を持ち、アクア・ペルマネンスをエネルギーにすることも出来る。ヴァンパイアゆえに日光は苦手としており、自室の窓は全て塞いでいる。平賀学園においては仮面着用時の桜の代役も担当。
転校初日を終えて帰宅した源を襲い、アクア・ペルマネンスを得るが、それにより、源の抱えている孤独にかつての自身を重ね、源と性行為を行う。その後は夕食中に金色の瞳と化した源にスカートの中を弄られたり、源の朝の支度を手伝いに来た際に金色の瞳状態の源に強姦されたりした。源がアメリカに旅立つ際には桜子と共に遠くから源の乗る電車を見送る。
続編では吸血をしなくても生きていけるように地下室の設備で定期的にエナジーを補給していることが明かされた。リズとの戦いでは自らの手で銀の杭を打ち込みながらも数少ない同胞を手にかけてしまったことに涙を流す。
漫画版ではベスの過去が描かれ、幼い頃に両親を亡くした後、祖父に育てられ、アルという恋人もいる令嬢だったが、祖父がヴァンパイア実験で両親を犠牲にした真実を知り、アルの命も奪われ、自身もヴァンパイアに変えられてしまう。祖父の度重なる蛮行の末に心を閉ざして眠りに付いたが、平賀の血の治療研究のためにヴァンパイアを探していた桜子の手で復活。普通の人として生活させてくれる事を条件に桜子に仕えるようになる。耳はリズ同様に尖っており、フルネームは「ベアトリス・D・ランバニア」に変更された。ジェニファーの木偶化は本編ではジェニファーの機転により失敗したが漫画版ではアルを喪った際のトラウマから木偶化を拒んだ。
ジェニファー・コリンズ
アメリカのハーワード大学の学生で老化学を研究している。
軽い性格だが、研究者としては優秀。愛車は赤いオープンカー。
卒論研究のために平賀家をマーク。駅に着いた直後の源の服と平賀家の電話に盗聴器を仕掛け、ついにはオープンカー車内で源を誘惑し、手淫でアクア・ペルマネンスの採取に成功。源の金色の瞳を覚醒させてしまうも源の性欲を受け入れた。桜の命を受けたベスに襲われ、ヴァンパイアの木偶にされかけるもベスに太陽の光を浴びせるという機転を利かせて窮地を脱する。桜から「源の遺伝子治療」を条件にアクア･ペルマネンスの研究を許可され、表向きは平賀学園の英語教師を務めるということにして、平賀家に下宿するようになるが、表向きの英語教師として活動することないまま、源の治療のためにアメリカの大学に戻った。
続編では源と共に日本に帰国し、平賀家での研究生活を再開。ヴァンパイア事件の調査のために英語教師として活動するようになる。源が不老不死になった後、平賀家を離れた。
漫画版では第1部で英語教師として活動し、第2部では逆に英語教師として活動はしなかった。源が不老不死となった後も町に残り続けていたが、1年経っても源が目を覚まさなかったことからアメリカに帰っていった。
伊藤鮎美（いとう あゆみ）
源のクラスメイトで学級委員長。
生真面目な性格だが母・光子と違い、女らしさが欠けていることにコンプレックスを抱く。
源が転校初日から朝寝坊で遅刻したにもかかわらず、母・光子と女生徒のやり取りを覗き見したり、桜子に夢の事でおかしな発言をしたりしたために苛立ち、学校をサボって、源とジェニファーの青姦を目撃したことから、源への苛立ちをさらに募らせていく。体育祭の最中、源が光子とも性行為を行った現場を目撃したことで源を夜中のプールに呼び出し、制裁を加えようとするが源の体質を知ったことで源と和解し、自身も源との性行為を行う。
続編ではリズに捕らわれてしまうが源たちに助けられる。由乃と共に平賀家に源の見舞いに訪れ、一晩を過ごすが起床した時には源は亡くなっていた。実際は不老不死になったことを隠すための偽装だったが、その事を知らされず、源のことを思いながら、傷心の日々を過ごす。
漫画版では第1部のみの登場。源との性行為は本編では和姦だったが漫画版では強姦に変更。
伊藤光子（いとう みつこ）
平賀学園の養護教諭。
未亡人であり、現在は娘の鮎美と2人暮らし。両刀使いで校内では何人かの女子生徒と関係を持っており、自身は桜子に好意を抱いている。
体育祭の最中に倒れた源を保健室で介抱した際、金色の瞳と化した源と性行為を行う。
続編では由乃との野外行為が描かれた。
漫画版には未登場。それゆえ、鮎美が源と性行為するきっかけになった出来事は、鮎美が校内で源とジェニファーの性行為を目撃したことに変更された。
平賀桜（ひらが さくら）
源の曾曾祖母にして、平賀学園の理事長。
火傷を負っているという理由から、仮面を着用。
実は源の先祖であり、錬金術で不老不死を得た若き女性。不老不死になった代償として子孫たちの短命を招いてしまう。金色の瞳による性欲は、短命ゆえに子孫を残さねばならない種の防衛本能によるもの。平賀の血の呪縛を正すべく、ベスを復活させてのヴァンパイア研究やジェニファーの協力を得る。
平賀桜子（ひらが さくらこ）
源の母。
同名の六平桜子と瓜二つであり、六平桜子とは逆に短髪だが12年前は六平桜子と同じように長髪だった。
平賀家を離れた後、源を産み、女手一つで育てる。12年前に源を連れて、平賀家に戻るが桜が約束を破って素顔で源と顔を合わせたことに怒り、源を連れて再び平賀家を去る。平賀の血により亡くなるがジェニファーによると「長く生きたほう」らしい。
桜の木の下の女性
源の夢の中に出てくる女性。
平賀家の庭の桜の木の下に佇み、瞳は金色に変化する。その正体は平賀桜。
白倉由乃（しらくら よしの）
続編に登場。源のクラスメイトで彼が復学する前に転校してきた。
源が無くしたハーワード大学製の「G・H」のイニシャルの入った万年筆を持っている。学園内でしょっちゅう自慰をしているが彼女が野外で自慰を行うと近くの木が枯れるという不思議な事態が起きる。
実はヴァンパイア･リズの人間としての人格であり、木が枯れるのはヴァンパイアであるリズが活動することで大量消費するエナジーの補給によるものだった。ハーワード大学の医師として活動しているときに源と出会い、彼に好意を抱くようになった。自宅療養中の源と性行為を交わしている最中にリズが源を吸血したことに怒り、源への償いからリズと共に消滅する道を選んだ。アメリカ時代、源が病院で仲良くなった少女の形見の折り鶴を持ち歩いており、平賀家の庭に作られた由乃の墓にベスの手で折り鶴が供えられた。
漫画版ではリズの木偶にして代衣という設定。
リズ
続編に登場。平賀学園に出没するヴァンパイア。
女生徒を次々と襲い吸血していくが、真の狙いは不老不死の遺伝子を持つ源を吸血することで完全なヴァンパイアになること。
自身の別人格にして、友人の由乃の気持ちを無視して人間たちを襲っていき、不老不死の因子が活性化している最中の源を吸血することに成功するが完全に怒った由乃の手で銀の杭を刺されて弱体化した状態で朝日を浴び続けてしまい、平賀家の御神木からエナジーを補給しようとするが逆に御神木により消滅させられた。
漫画版では由乃は自身の木偶に過ぎず、友情も持っていなかった。
エリザベス･バートリー
続編に登場。ハーワード大学の医師。愛称はリズ。
その正体は由乃とヴァンパイア・リズの以前の姿で外見はヴァンパイア・リズで人格は由乃。
アルフレッド
漫画版のみに登場。ベスのかつての恋人で愛称はアル。
ベスの誕生日の日に彼女の祖父の手で木偶に変えられてしまい、ベスを暴行し終えた直後、木偶に耐えきれずに死亡。ベスが身に着けているブローチはアルがベスへの誕生日プレゼントに用意したもの。
ベスの祖父
漫画版のみに登場。ベスの祖父でヴァンパイアウイルスを作り上げた人物。
ヴァンパイアウイルスによる不老不死を実現させるために多くの人間を実験体とし、ベスの両親も彼女が幼い頃に実験体にされてしまった。ベスの誕生日に実験体を保管した地下室に彼女を連れて行き、真実を突きつけ、木偶に変えたアルにベスを暴行させた。

## スタッフ
| 御先祖賛江 - 原作・監修・キャラクター原案：梶島正樹 - 企画：井上博明、金木怪男 - プロデューサー：渡辺欽哉、雅太郎 - アシスタントプロデューサー：富次郎 - 監督：山本裕介 - シリーズ構成・脚本：山口亮太 - キャラクターデザイン・作画監督：高橋和徳 - 美術監督：池端茂 - 動画チェック：部谷訓子 - 色彩設計・色指定：千葉賢二 - 特殊効果：長谷川敏生 - 撮影監督：斎藤秋男 - 編集：森田清次 - 録音調整：矢野さどし - 録音：諸星高子 - 音響効果：佐々木純一 - 録音スタジオ：セントラル録音 - 音響監督：中野徹 - 音楽：T.K. CROW - 現像・ビデオ編集：IMAGICA - タイトル・リスワーク：マキ・プロ - アフレコ台本：プラタナス - 制作担当：宮田周治、中村浩一 - 制作進行：山崎剛資 - 制作協力：スタジオガゼル - アニメーションプロデューサー：佐藤郁夫 - アニメーション制作：AIC - 製作：AIC/ビームエンタテイメント - 発売元：グリーンバニー - 販売元：株式会社ビームエンタテイメント |  | 続・御先祖賛江 - 原作・監修：梶島正樹 - 企画：井上博明、金木怪男 - プロデューサー：渡辺欽哉、武智麻呂、佐藤郁夫 - 監督：政木伸一 - シリーズ構成・脚本：時村尚 - キャラクターデザイン・作画監督：はがひとし - 色彩設計：千葉賢二 - 色指定・検査：成合由紀 - 美術監督：池端茂 - 撮影監督：斎藤秋男 - 編集：森田清次 - 音楽：クレッシェンド テシダークリーンレコード、T K CROW - 音響監督：中野徹 - 音響効果：佐々木純一 - 録音調整：矢野さどし - 録音スタジオ：セントラル録音 - ビデオ編集：IMAGICA - タイトル・テロップ：マキ・プロ - アフレコ台本：プラタナス - 制作担当：宮田周治、石灘賢 - 制作進行：宮田雅夫 - 制作協力：スタジオガゼル - アニメーション制作：AIC - 製作：AIC/GREEN BUNNY - 発売元：グリーンバニー - 販売元：株式会社ビームエンタテイメント |

## シリーズ
- 『御先祖賛江』 第一話「面影」 1998年9月25日発売 BIVH-1001
- 『御先祖賛江』 第二話「誰彼」 1998年11月25日発売 BIVH-1003
- 『御先祖賛江』 第三話「恋闇」 1999年1月25日発売 BIVH-1005
- 『御先祖賛江』 最終話「常少女」 1999年3月25日発売 BIVH-1007

- 『続・御先祖賛江』 第一話「春暁」 2000年10月25日発売 GBVH-1270
- 『続・御先祖賛江』 第二話「陽炎」 2000年12月21日発売 GBVH-1271
- 『続・御先祖賛江』 第三話「現身」 2001年2月25日発売 GBBH-1272
- 『続・御先祖賛江』 第四話「夢名残」 2001年4月25日発売 GBBH-1273

- 『御先祖賛江』 DVD-BOX 2003年1月25日発売 GBBH-9057

## 関連書籍
- 『御先祖賛江 Space Ofera アッガ・ルター Visual Collection』（ケイエスエス、2000年11月発行） ISBN 4-87709-494-6

## 関連作品
- 天地無用!
- 貴方だけこんばんわ